# Дамињи
Дамињи (фр. Damigny) насеље је и општина у северној Француској у региону Доња Нормандија, у департману Орн која припада префектури Алансон.
По подацима из 2011. године у општини је живело 2778 становника, а густина насељености је износила 577,55 становника/km². Општина се простире на површини од 4,81 km². Налази се на средњој надморској висини од 150 метара (максималној 179 m, а минималној 140 m).

## Демографија
| 1962. | 1968. | 1975. | 1982. | 1990. | 1999. | 2011. |
| ----- | ----- | ----- | ----- | ----- | ----- | ----- |
| 1.147 | 1.334 | 2.305 | 2.458 | 2.495 | 2.917 | 2.778 |

График промене броја становника у току последњих година